# Gaetano Maria Merati
 (mars 2022).
Gaetano Maria Merati, né à Venise le 23 décembre 1668 et mort à Rome le 8 septembre 1744, est un liturgiste italien.

## Biographie
Né à Venise, le 23 décembre 1668, il embrasse la vie religieuse dans l’ordre des Théatins. Après avoir enseigné la philosophie et la théologie dans les collèges de son ordre à Florence et à Rome, il accompagne en 1705 l’ambassadeur de Venise à Londres, Francesco Correr, en qualité de théologien ; et, après son retour, il s’applique particulièrement à l’étude des antiquités ecclésiastiques. En 1716, il est appelé à Rome comme procureur général de son ordre, et y est nommé consulteur de la congrégation des rites. Le pape Benoît XIV, qui l’honorait de son amitié, ordonne, par un bref du 21 mars 1745, qu’à l’avenir la place de consulteur des rites soit toujours remplie par un théatin. Ce savant religieux meurt le 8 septembre 1744. Il est en correspondance avec plusieurs savants, et entre autres le fameux Magliabechi ; on trouve six Lettres de Merati dans les Epistolæ claror. Venetor., t. 2, p. 200.

## Œuvres
Outre une excellente édition du Thesaur. sacror. rituum par Gavanti, on lui doit :
- La vita soavemente regolata delle donne, Venise, 1708, in-12. C’est une traduction du français.
- La verità della religione cristiana e catholica dimostrata ne’ suoi fondamenti, ibid., 1721, 2 vol. in-4° ;
- Novæ observationes et additiones ad Gavanti commentaria in rubricas Missalis et Breviarii romani, Augsbourg, 1740, 2 vol. in- 4°. Ce recueil peut servir de supplément aux éditions du Thesaurus de Gavanti, qui ont précédé celle du P. Merati.